# Данди (футбольный клуб)
«Данди́» (англ. Dundee F.C.) — профессиональный футбольный клуб из одноимённого шотландского города.
Основан в 1893 году. Первый матч в чемпионате Шотландии провёл 12 августа того же года. Дошёл до полуфинала Кубка европейских чемпионов 1962/1963, в полуфинале уступив «Милану» с общим счётом 2:5. В настоящее время выступает в шотландской Премьер-лиге. Проводит свои домашние матчи на стадионе «Денс Парк» (с 1899 года), который расположен всего в 160 метрах от арены «Тэннадайс Парк», являющейся домашним стадионом клуба «Данди Юнайтед». Это делает клубы самыми близкорасположенными в Великобритании,  соперничество носит название Дерби Данди.

## Достижения
- Чемпион Шотландии: 1961/62
- Обладатель Кубка Шотландии: 1909/10
- Финалист Кубка Шотландии (4): 1924/25, 1951/52, 1963/64, 2002/03
- Обладатель Кубка шотландской лиги (3): 1951/52, 1952/53, 1973/74
- Финалист Кубка шотландской лиги (3): 1967/68, 1980/81, 1995/96

## Форма

### Домашняя
| 2018/19 | 2019/20 | 2020/21 | 2021/22 | 2022/23 | 2023/24 | 2024/25 |

### Гостевая
| 2018/19 | 2019/20 | 2020/21 | 2021/22 | 2022/23 | 2023/24 | 2024/25 |

### Резервная
| 2018/19 | 2019/20 |

Источники:,